# Iván Smirnov (ciclista)
Iván Vadímovich Smirnov (en ruso: Иван Вадимович Смирнов; San Petersburgo, 14 de enero de 1999) es un deportista ruso que compite en ciclismo en las modalidades de pista y ruta. En los Juegos Europeos de Minsk 2019 obtuvo dos medallas de oro, en las pruebas de persecución individual y por equipos.

## Medallero internacional
| Juegos Europeos | Juegos Europeos     | Juegos Europeos | Juegos Europeos         |
| Año             | Lugar               | Medalla         | Competición             |
| --------------- | ------------------- | --------------- | ----------------------- |
| 2019            | Minsk (Bielorrusia) | Medalla de oro  | Persecución individual  |
| 2019            | Minsk (Bielorrusia) | Medalla de oro  | Persecución por equipos |

## Palmarés
2020
- Gran Premio Monte Erciyes

2024
- 1 etapa del Tour de Rumania
- 1 etapa del Tour de Hainan
- 1 etapa del Tour de Kyūshū

2025
- La Popolarissima